# 196-os busz (Budapest)
A budapesti 196-os jelzésű autóbusz Újpalota, Szentmihályi út és Káposztásmegyer, Szilas-patak között közlekedik. A viszonylatot az ArrivaBus üzemelteti.

## Története
A 2008-as paraméterkönyv bevezetésekor, szeptember 6-án a 96-os busz jelzése 196-osra, a 96A busz jelzése 196A-ra változott.
2021. szeptember 4-étől hétvégente és ünnepnapokon az autóbuszokra kizárólag az első ajtón lehet felszállni, ahol a járművezető ellenőrzi az utazási jogosultságot.
2023. február 1-jétől az autóbuszok megállnak a Víztorony megállóhelyen is.
2024. augusztus 10-étől módosított útvonalon, a Váci út után mindkét irányban a Megyeri út – Óceánárok utcán át Káposztásmegyer, Szilas-patak végállomásig meghosszabbítva közlekedik. December 1-jén új megállókat kapott az Óceánárok utcában a Gimnáziumnál és a Farkas-erdőnél. 2025. május 12-étől munkanapokon 20 óra után is kizárólag az első ajtón lehet felszállni.

## Útvonala
Az autóbusz a Szentmihályi úti végállomásról elindulva végighalad az Újpalotai lakótelepen, majd a Rákospalotai köztemető után kifordul a Szentmihályi útra. A Hubay Jenő teret elérve a Árpád úti felüljárón halad tovább, majd az újpesti Árpád úton átszeli Újpest központi részét. A Váci út torkolatánál észak felé folytatja útját, majd a Megyeri út kereszteződéséig Káposztásmegyer felé veszi az irányt és a Megyeri út – Óceánárok utca útvonalon érkezik a káposztásmegyeri lakótelep déli részén elterülő Szilas-patak buszvégállomásra.
| Káposztásmegyer, Szilas-patak felé | Újpalota, Szentmihályi út felé |
| --- | --- |
| Újpalota, Szentmihályi út vá. – Erdőkerülő utca – Zsókavár utca – Nyírpalota út – Páskomliget utca – Bánkút utca – Szentmihályi út – Illyés Gyula utca – Hubay Jenő tér – Árpád út – Váci út – Megyeri út – Óceánárok utca – Káposztásmegyer, Szilas-patak vá. | Káposztásmegyer, Szilas-patak vá. – Óceánárok utca – Megyeri út – Váci út – Árpád út – Hubay Jenő tér – Illyés Gyula utca – Szentmihályi út – Bánkút utca – Páskomliget utca – Nyírpalota út – Zsókavár utca – Erdőkerülő utca – Újpalota, Szentmihályi út vá. |

## Megállóhelyei
Az átszállási kapcsolatok között az Újpalota, Szentmihályi út és Újpest-városkapu metróállomás között közlekedő 196A betétjárat nincs feltüntetve.
| 0  | Újpalota, Szentmihályi út végállomás            | 37 | 46, 96, 130, 146, 175, 296, 296A |
| 0  | Erdőkerülő utca 28. (↓) Erdőkerülő utca 27. (↑) | 36 | 46, 96, 130, 146, 296, 296A |
| 2  | Zsókavár utca (↓) Erdőkerülő utca (↑)           | 35 | 69 46, 96, 130, 146, 296, 296A |
| 3  | Fő tér                                          | 34 | 69 7, 7E, 8E, 46, 96, 108E, 130, 133E, 146, 296, 296A |
| 4  | Vásárcsarnok                                    | 32 | 69 7, 7E, 8E, 46, 96, 108E, 130, 133E, 146, 296, 296A |
| 5  | Sárfű utca                                      | 31 | 69 96, 130, 296, 296A |
| 6  | Bánkút utca (↓) Páskomliget utca (↑)            | 30 | 96, 130, 296, 296A |
| 7  | Rákospalotai köztemető                          | 28 | 130, 231, 231B |
| 9  | Bezerédj Pál utca                               | 26 | 225, 231, 231B |
| 10 | Illyés Gyula utca                               | 25 | 5, 96, 124, 225, 231, 231B, 296, 296A |
| 11 | Beller Imre utca                                | 23 | 96, 124, 225, 296, 296A |
| 13 | Hubay Jenő tér                                  | ∫  | 25, 96, 104, 104A, 124, 125, 170, 204, 225, 296, 296A |
| 14 | Víztorony                                       | 22 | 25, 104, 104A, 121, 170, 204, 270 |
| 15 | Árpád Kórház                                    | 21 | 25, 104, 104A, 170, 204, 270 308, 309, 310, 313, 314, 315, 316, 318, 319, 320, 321 |
| 17 | Árpád üzletház                                  | 20 | 20E, 25, 104, 104A, 120, 170, 204, 220, 270 |
| 19 | Újpest-központ M                                | 18 | 12, 14 25, 30, 30A, 104, 104A, 120, 147, 170, 204, 220, 230, 270 308, 309, 310, 313, 314, 315, 316, 317, 318, 319, 320, 321                                                                        |
| 21 | Újpest-városkapu M                              | 16 | 104, 104A, 121, 204 300, 302, 303, 305, 308, 309, 310, 312, 313, 314, 315, 316, 318, 319, 320, 321, 872, 880, 882, 883, 884, 889, 890, 893 1010, 1011, 1013, 1014 S72 Z72 S76 (Újpest megállóhely) |
| 22 | Újpest, Árpád út hajóállomás                    | 13 | 104, 104A, 204 |
| 23 | Károlyi István utca                             | 12 | 104, 104A, 204 300, 301, 302, 303, 305, 306, 308, 309, 310, 311, 312 |
| 24 | Zsilip utca                                     | 11 | 104, 104A, 204 300, 301, 302, 303, 305, 306, 308, 309, 310, 311, 312 |
| 25 | Tímár utca                                      | 9  | 104, 104A, 204 |
| 26 | Szusza Ferenc Stadion                           | 8  | 96, 122E |
| 27 | Megyeri út / Fóti út                            | 7  | 30, 30A, 96, 122E, 147, 230 |
| 27 | Megyeri temető                                  | 6  | 30, 30A, 122E, 147, 230 |
| 28 | Megyer, Szondi utca                             | 5  | 30, 30A, 122E, 230 |
| 29 | Szilaspatak sor                                 | 4  | 30, 122E, 230 |
| 30 | Óceán-árok utca                                 | 3  | 30, 122E, 230 |
| ∫  | Farkas-erdő (Állatsziget)                       | 2  | |
| 31 | Gimnázium                                       | 2  | 126, 296, 296A |
| 32 | Művelődési Központ                              | 1  | 20E, 121, 126, 296, 296A |
| 32 | Hajló utca                                      | 0  | 20E, 121, 126, 296, 296A |
| 33 | Káposztásmegyer, Szilas-patak végállomás        | 0  | 20E, 121, 126, 296, 296A 14 |